# Je suis tombé du ciel
Ne doit pas être confondu avec Tombé du ciel.
Chansons représentant le Luxembourg au Concours Eurovision de la chanson
Catherine
(1969) Pomme, pomme, pomme
(1971)
Singles de David Alexandre Winter
Au soleil
(1970) C'est plus jolie qu'une rose
(1970)
Je suis tombé du ciel est une chanson écrite par Eddy Marnay et interprétée par le chanteur néerlandais David Alexandre Winter, sortie en 1970. C'est la chanson représentant le Luxembourg au Concours Eurovision de la chanson 1970.
David Alexandre Winter a également enregistré la chanson en anglais sous le titre Falling in Love (« Tomber amoureux »).

## À l'Eurovision

### Sélection
Après avoir été choisie en interne par le radiodiffuseur luxembourgeois Télé Luxembourg, Je suis tombé du ciel est la chanson sélectionnée pour représenter le Luxembourg au Concours Eurovision de la chanson 1970 le 21 mars à Amsterdam, aux Pays-Bas.

### À Amsterdam
La chanson est intégralement interprétée en français, l'une des langues officielles du Luxembourg, comme l'impose la règle entre 1966 et 1972. L'orchestre est dirigé par Raymond Lefebvre.
Je suis tombé du ciel est la huitième chanson interprétée lors de la soirée du concours, suivant Knock, Knock Who's There? de Mary Hopkin pour le Royaume-Uni et précédant Gwendolyne de Julio Iglesias pour l'Espagne.
À l'issue du vote, elle ne réussit pas à obtenir de points et se classe par conséquent 12e et dernière sur les douze chansons participantes,.

## Liste des titres
| A1. | Je suis tombé du ciel | Eddy Marnay    | Yves De Vriendt | 2:31 |
| B1. | Isabelle mon amour    | Patricia Carli | Léo Missir      | 2:17 |

## Classements

### Classements hebdomadaires
| Classement (1970) | Meilleure position |
| ----------------- | ------------------ |
| France (IFOP)     | 56                 |

## Historique de sortie
| Pays    | Date | Format   | Label   |
| ------- | ---- | -------- | ------- |
| Espagne | 1970 | 45 tours | Riviera |
| France  | 1970 | 45 tours | Riviera |